# Holger Busse
Holger Busse (* 1. April 1945 in Jena; † 29. August 2020 in Münster) war ein deutscher Augenarzt.

## Leben
Er legte 1970 an der Westfälischen Wilhelms-Universität Münster sein medizinisches Staatsexamen ab. 1981 folgte seine Approbation. Nach seinem Wehrdienst promovierte er in Münster zum Thema „Stumpfe Bauchverletzungen im Kindesalter“. 1975 wurde er Facharzt für Augenheilkunde, 1977 habilitierte er sich mit einer Arbeit über „Die konservative und operative Behandlung der Tränenwegsstenosen“, mit welchem Thema er sich auch medizingeschichtlich befasste. Zunächst zum außerplanmäßigen Professor ernannt, folgte 1981 der Ruf auf eine C3-Professur, 1983 die Ernennung zum Direktor der Augenklinik der Städtischen Krankenanstalten Ludwigshafen in Nachfolge von Hans-Lothar Thiel. 1986 wurde Busse Direktor der Universitäts-Augenklinik Münster und hielt diese Funktion bis zu seiner Emeritierung 2010.
Von 1987 bis 2007 war Busse wissenschaftliches Vorstandsmitglied des Berufsverbands der Augenärzte Deutschlands. 1998/99 präsidierte er die Deutsche Ophthalmologische Gesellschaft, 2000/01 die European Society of Ophthalmic Plastic and Reconstructive Surgery.

## Auszeichnungen
- 1991: Independent Order I. Class des Königreichs Jordanien für Verdienste um die Hornhauttransplantation
- 1996: Ehrenmitglied der Ungarischen Ophthalmologischen Gesellschaft
- 2001: Médaille d’Or Paul Chibret
- 2007: Ehrenmitglied des Berufsverbands der Augenärzte Deutschlands[3]

## Schriften (Auswahl)
- Stumpfe Bauchtraumen im Kindesalter. 1972 (Dissertation, Universität Münster, 1972).
- mit Fritz Hollwich: Erkrankungen der ableitenden Tränenwege und ihre Behandlung. Enke, Stuttgart 1978.
- Augenerkrankungen im Kindesalter. Thieme, Stuttgart 1985.
- Hrsg.: Augenerkrankungen. Urban und Schwarzenberg, München 1990.
- mit Hans Joachim Küchle: Taschenbuch der Augenheilkunde. 2., vollständig neu bearbeitete und erweiterte Auflage. Huber, Bern 1978; 4., vollständig neu bearbeitete Auflage (zusätzlich mit Michael Küchle) 1998.
- mit Hans Joachim Küchle, Michael Küchle: Atlas der Augenkrankheiten. Huber, Bern 1999.
- mit Marlies Wagener: Bärentatzen. Kaden, Heidelberg 1999; 2., durchgesehene Auflage 2003.
- mit Heinrich Gerding: Kursbuch nichtstrabologische Untersuchungsmethoden im Kindesalter. Schüling, Münster 2000.